# اسپوسنده
اسپوسنده ((به پرتغالی: Esposende)) یکی از شهرهای کشور پرتغال است.

## نگارخانه

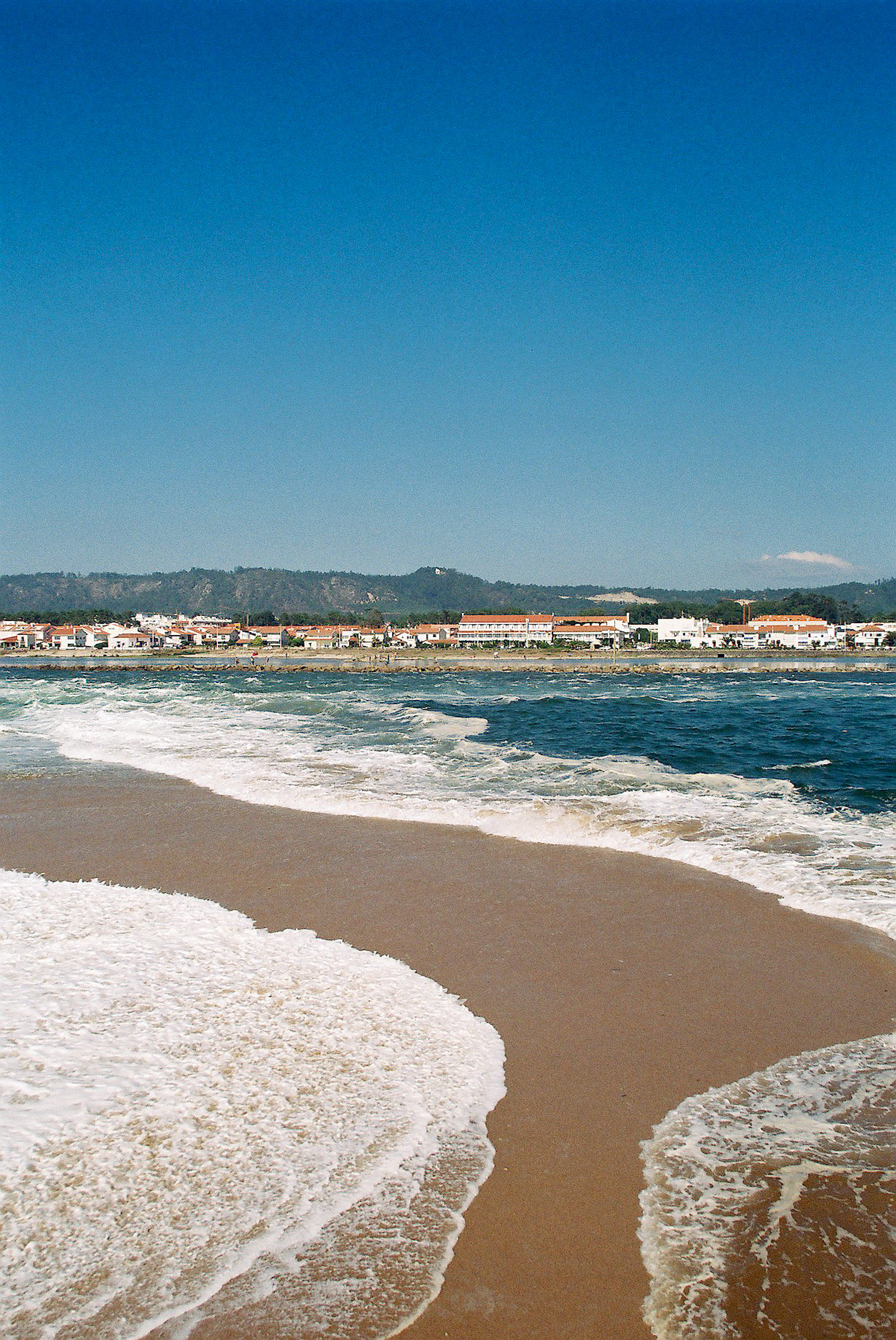
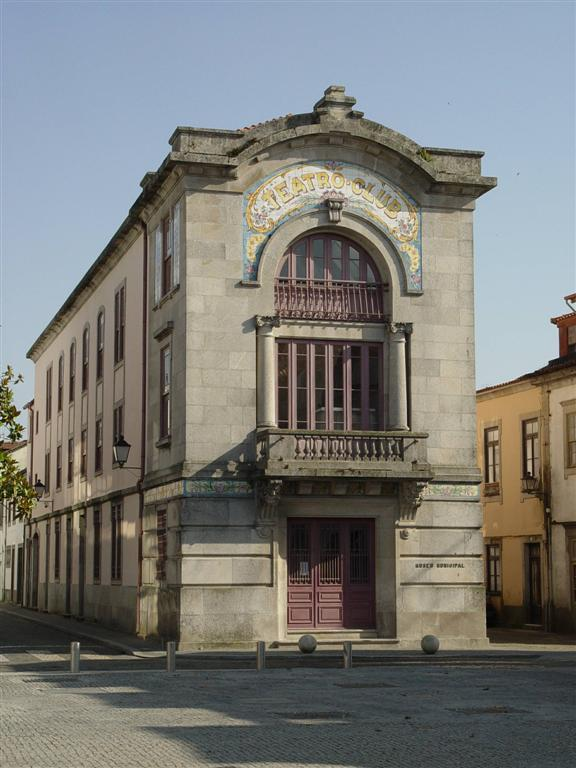
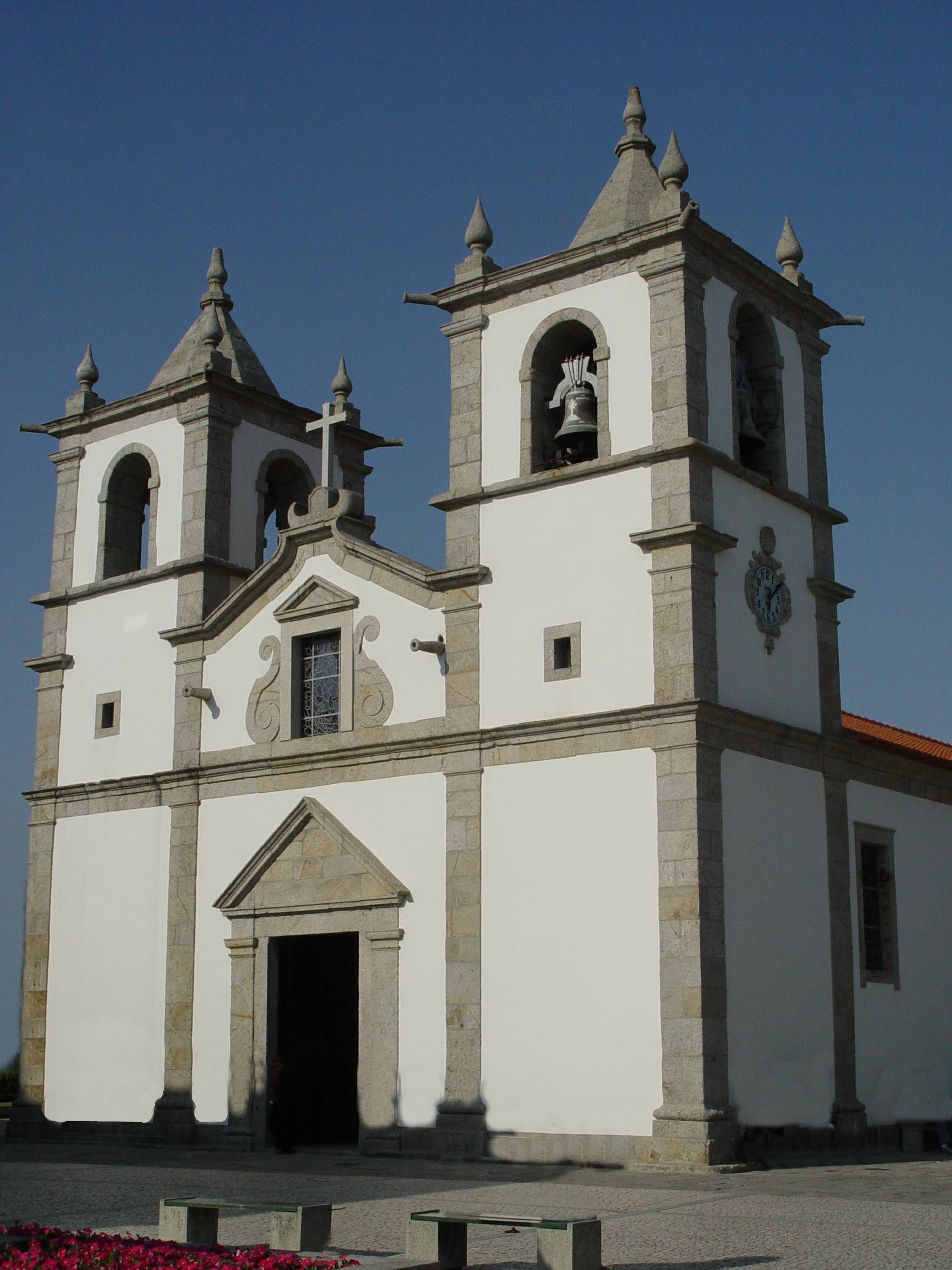
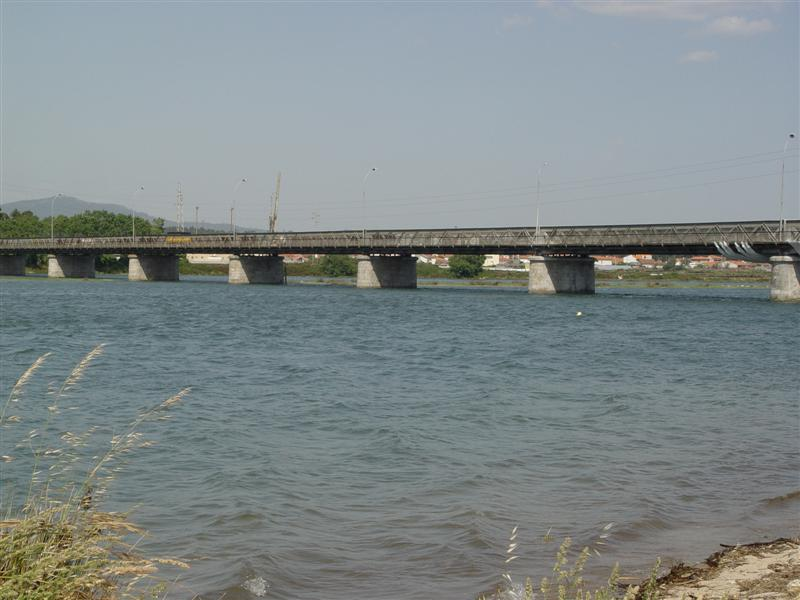